# نیکولز ۶۸۴۱۰
سیارک ۶۸۴۱۰ (به انگلیسی: 68410 Nichols، نامگذاری:2001QB154) شصت و هشت هزار و چهارصد و دهمین سیارک کشف شده‌است که در ۱۶ اوت ۲۰۰۱ کشف شد.